# Бьоркман, Памела
Памела Джейн Бьоркман (Pamela Jane Bjorkman; род. 1956, Портленд, Орегон) — американский биолог, биохимик и биофизик, иммунолог, специалист по белка́м.
Известна своей новаторской работой по структурным исследованиям биологических макромолекул.
Именной профессор Калтеха, исследователь Медицинского института Говарда Хьюза, член Национальной АН США (2001) и Американского философского общества (2002).

## Биография
Окончила Орегонский университет (бакалавр химии, 1978). В 2003 году кафедра химии альма-матер отметит её Alumni Achievement Award. Степень доктора философии по биохимии получила в Гарвардском университете в 1984 году. Являлась постдоком в Гарварде и Школе медицины Стэнфордского университета. Проходила подготовку в лаборатории Don Craig Wiley, а в Стэнфорде работала с М. М. Дэвисом. С 1989 г. в Калифорнийском технологическом институте — вначале ассистент-профессор, с 1995 г. ассоциированный профессор, с 1998 г. полный профессор, а с 2004 г. именной профессор. С 2005 года также занимается исследованиями ВИЧ.
Член Американской академии искусств и наук (1997) и фелло Американской ассоциации содействия развитию науки (2007).
Почётный доктор канадского Мемориального университета Ньюфаундленда (2010).

## Награды и отличия
- 1989 — Pew Scholar in the Biomedical Sciences by the Pew Charitable Trusts[англ.][11]
- 1993 — Премия Вильяма Коли Института исследований рака (США)
- 1994 — Международная премия Гайрднера (Канада)
- 1994 — James R. Klinenberg Science Award (Arthritis Foundation[англ.])[7]
- 1996 — AAI-BD Biosciences Investigator Award (Американская ассоциация иммунологов)[12]
- 1996 — Paul Ehrlich and Ludwig Darmstaedter Prize[англ.]
- 1997 — James R. Klinenberg Science Award (второй раз)[7]
- 2002 — Премия Макса Планка
- 2004 — Rose Payne Distinguished Scientist Award[13]
- 2006 — Премия Л’Ореаль — ЮНЕСКО «Для женщин в науке»
- 2010 — National Institute of Health Director’s Pioneer Award
- Clarivate Citation Laureate (2020)
- Pearl Meister Greengard Prize[англ.] (2021)

В 2011 году журнал Working Mother назвал её в числе самых влиятельных мам в области STEM (Science, Technology, Engineering and Math).